# Karl Wilhelm Bührer

Karl Wilhelm Bührer um 1908

Karl Wilhelm Bührer (* 1. Juni 1861 in Bibern SH; † 12. August 1917 in Berlin-Wilmersdorf) war ein Schweizer Autor und Unternehmer.

## Leben und Werk
Karl Wilhelm Bührer war zwischen 1884 und 1896 Sekretär der Mittelschweizerischen Geographisch-Commerciellen Gesellschaft und Kustode ihrer Sammlungen. 1897 gründete Bührer unter dem Titel 1897 «Die Schweiz» eine illustrierte Halbmonatsschrift literarisch-künstlerischen Inhalts, die er als Chefredakteur leitete.
Bührer war überzeugt von der Notwendigkeit einer weitgehenden Vereinheitlichung des Formats aller Drucksachen. Dieser Gedanken führte 1905 zur Gründung der «Internationalen Mono-Gesellschaft» unter seiner Ägide. Die Gesellschaft produzierte und vertrieb Werbekarten im Einheitsformat, die von jungen Malern wie Emil Cardinaux, Burkhard Mangold oder Ludwig Hohlwein gestaltet wurden. Die Mono-Karten waren so direkte Vorläufer des künstlerischen Malerplakats. Die Rentabilität des Unternehmens war allerdings gering und die Gesellschaft wurde 1911 aufgelöst. Bührer zog nach München, wo er mit Adolf Saager «Die Brücke – Institut für die Organisation der geistigen Arbeit» gründete, die das um diese Zeit von Wilhelm Ostwald entwickelte Weltformat propagierte.